# Juno descubriendo a Júpiter con Ío (Lastman)
Juno descubriendo a Júpiter con Ío es un cuadro del pintor Pieter Lastman, realizado en 1618, que se encuentra en la National Gallery de Londres. Lastman, maestro de Rembrandt, lo pintó en Ámsterdam, como casi toda su obra.
En la obra se describe la historia del amor clandestino entre Zeus, el dios supremo griego y la sacerdotisa Ío, adoradora de Hera, la esposa del dios. En el instante en que la celosa diosa descubre la infidelidad, Zeus trata de ocultarla convirtiendo a Ío en una ternera blanca, aunque Esquilo indica que fue la diosa la que la convirtió en el animal como castigo.
Martirizada por un tábano enviado por Hera, huyó en un largo recorrido hasta que Zeus pudo hacer que recobrara su forma humana.
Otros artistas como Correggio en su obra Júpiter e Ío, Rubens o Andrea Schiavone tiene obras con similar temática